# 摩伽罗

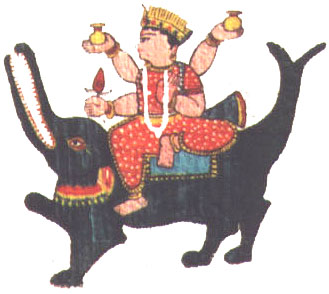
恒河女神與其坐騎摩伽罗

摩伽罗，玄奘新译为摩竭；印度神話中的海獸，恒河女神及伐樓拿的座騎。牠亦是印度教中代表愛與慾望的神祇伽摩的標誌。
傳統上，摩伽罗被認為是海中異獸，有人認為牠的形象是源自鱷魚，亦有人亦認為是鯨魚、海豚、甚至是魚身象頭等的海獸。
《大唐西域記》中記述一名為「摩竭」的大魚。書中第八卷記載了漕矩吒國的一名大商人因為輕蔑佛法，一次在海上迷失方向，足足有三年之久，後來在瀕死的時候看見一座大山，山勢崇峻，船上的人都以為終於得救，但商人卻知道那不過是「摩竭魚」。書中描述摩竭魚有如山一般大：「崇崖峻嶺，須鬣也；兩日聯暉，眼光也。」而「摩竭」一詞乃從梵文Makara音譯而來。

## 資料來源
1. ↑  丁福保.《佛学大辞典》
2. ↑  .   [2008-10-06]. （原始内容存档于2006-01-12）.

## 外部連結
- （英文）Makara （页面存档备份，存于）